# Monumento ai caduti di tutte le guerre (Lubiana)
Il Monumento ai Caduti di tutte le guerre (in sloveno Spomenik žrtvam vseh vojn o Spomenik vsem žrtvam vojn (in z vojnami povezanim žrtvam na območju RS)) è un monumento eretto nel centro di Lubiana.

## Storia
Il monumento è stato commissionato nel 2013 dal Ministero del Lavoro, della Famiglia, degli Affari sociali e delle Pari opportunità della Slovenia per commemorare le vittime di tutte le guerre e di chi ne rimase coinvolto. Il fine del monumento è quello della riconciliazione della popolazione slovena, dopo le divisioni della seconda guerra mondiale.
Il sito prescelto per l'opera è stato quello presso strada Šubic (Šubičeva cesta), a nord del parco della Stella (Park Zvezda) in piazza del Sud (Južni trg), in un'area in cui era stato previsto un rinnovamento urbano mai concretizzato. Il nuovo monumento rientra in un più ampio progetto di riqualificazione urbana tra piazza del Congresso e passaggio Knafelj (Knafljev prehod).
L'inizio dei lavori si ha nel giugno 2015, quando viene costruito un muro tra il palazzo del Casino (Kazina) e l'edificio al civico 3 di piazza del Congresso. 
Successivamente, il 23 giugno 2015, viene aperta al pubblico la futura area commemorativa, dove venne collocato, all'interno di una teca di vetro, un modellino del monumento progettato e da realizzarsi
Durante la costruzione dell'opera, il modellino ha subìto più volte atti vandalici: il 18 giugno 2015 viene ricoperto con dei graffitti; il 27 luglio vandalizzato ancora con slogan comunisti e stelle rosse; infine il 26 settembre con slogan comunisti, stelle rosse ed un disegno di un maiale.
La cerimonia di inaugurazione del monumento ai Caduti di tutte le guerre si è svolta il 13 luglio 2017 alla presenza del presidente sloveno Borut Pahor.